# Xylocopa sonorina
Xylocopa sonorina is een vliesvleugelig insect uit de familie bijen en hommels (Apidae). De wetenschappelijke naam werd voor het eerst geldig gepubliceerd door Smith in 1874 in Transactions of the Royal Entomological Society of London. Er was lange tijd veel verwarring over de naamgeving, maar in 2020 werd bevestigd dat Xylocopa sonorina de geldende naam moet zijn. De soort was o.a. bekend onder de namen Xylocopa varipuncta en Xylocopa brasilianorum.
Deze soort behoort tot het soortenrijke subgenus Neoxylocopa. Alle soorten in dit subgenus vertonen een sterk dimorfisme tussen vrouwtjes en mannetjes. De mannetjes zijn gelig, oranje of bruinachtig gekleurd. De vrouwtjes zijn gewoonlijk volledig zwart.

## Voorkomen
Xylocopa sonorina komt voor op de oostelijke eilanden van de Grote Oceaan. Het is onduidelijk hoe X. sonorina op de eilanden van Hawaï, meer dan 3.200 km van het continent, terecht is gekomen. Volgens entomoloog Paul D. Hurd jr. is de mens verantwoordelijk voor het voorkomen van X. sonorina op Hawaï.
Tegenwoordig komt hij voor op alle eilanden van Hawaï (behalve Kauai), op de Marianen en in China, Japan en de Verenigde Staten. De soort is ook waargenomen op Midway, Java, Nieuw-Guinea en de Filipijnen.